# 바니부기: 드래곤 에그를 찾아서
《바니부기: 드래곤 에그를 찾아서》(plan egg)는 중국에서 제작된 리양우 감독의 2017년 애니메이션, 모험 영화이다. 오은수 등이 주연으로 출연하였다.

## 출연

### 주연
- 오은수
- 신정훈
- 조연우
- 방지원
- 송영인
- 박상우